# Корейско стандартно време
Корейско стандартно време (на корейски: 한국 표준시) е стандартната часова зона за Северна и Южна Корея. То е 9 часа по-напред от Универсалното координирано време (UTC+9).
Лятно часово време не се наблюдава, но са правени експерименти с него.  Поради факта, че е с 9 часа по-напред, то е равностойно на Японското стандартно време.